# Пантяланг
Пантяланг (Bandjalang, Bandjelang, Bogganger, Bundala, Gidabal, Yugumbe) — австралийский язык из пама-ньюнгской семьи, на котором говорят в городе Вооденбонг на северо-востоке штата Новый Южный Уэльс в Австралии. Делится на диалекты юкумбир, нгандувал, минтянгпал, нтянгпал, пириин, парюлгил, ваалупал, тингкапал, вияпал, китапал, калипал и вутеепал.